# Schutzzollpolitik
De Schutzzollpolitik was de protectionistische douanepolitiek die Otto von Bismarck vanaf 1877 voerde om de economie van het Duitse Keizerrijk te beschermen.

## Aanloop
Het keizerrijk was in 1871 gevormd met de Reichsgründung, waarna kort daarna de Frans-Duitse Oorlog gewonnen werd. Dit gaf een enorme impuls tot industrialisatie en zette de tweede industriële revolutie in gang. Met een groeiende industrie en een landbouwbeleid dat voldoende goedkope gewassen produceerde, was vrijhandel een aantrekkelijke economische politiek.
Toen in 1873 de Wiener Börse kelderde, had dit wereldwijde gevolgen, onder meer in Duitsland met een overmatige schuldenlast en overcapaciteit. De Paniek van 1873 of  Gründerkrach en de daaropvolgende Lange Depressie maakte een einde aan de Gründerzeit van speculatie en brachten werkloosheid en prijserosie. De Duitse industrie waaronder de Verein Deutscher Eisen- und Stahlindustrieller en de Centralverband deutscher Industrieller vroegen al snel om protectionistische maatregelen tegen de Britse industrie. Ook de oost-elbische grootgrondbezitters of Junkers hadden te lijden onder de import van goedkoop Russisch en Amerikaans graan, wat in 1878 de Landbouwcrisis in gang zette. Dit leidde tot felle kritiek op de vrijhandel.

## Invoering
De druk om invoerrechten te heffen nam toe en in 1877 werden invoerrechten geheven op staal. Bismarck zette daarna de Rijksdag onder sterke druk om daarna verdere invoerrechten te heffen naar voorstel van Arnold Lohren van Centralverband deutscher Industrieller, wat uiteindelijk in 1879 werd goedgekeurd. Een bijkomend voordeel voor Bismarck was dat de betaalde invoerrechten in zijn schatkist terecht zouden komen, waarmee de rijkskanselier minder afhankelijk werd van de bondsstaten. Georg Arbogast von und zu Franckenstein van de Deutsche Zentrumspartei wist echter met zijn Franckenstein-clausule te bedingen dat de inkomsten ook gedeeld werden met de bondsstaten. De clausule werd pas afgeschaft met de financiële hervorming van 1904.

## Gevolgen
De invoering van de protectionistische maatregelen leidden tot een breuk tussen Bismarck en de door de Duitse Rijksdagverkiezingen 1878 verzwakte nationaal-liberalen. Uiteindelijk splitste datzelfde jaar nog een deel van de rechtervleugel met de partij, terwijl de linkervleugel van de partij zich in 1880 afsplitste als Liberale Vereinigung.
Door de maatregelen steeg de inflatie zonder dat dit gecompenseerd werd met loonstijgingen. Pas vanaf 1883 zou de koopkracht weer toenemen. Dit had een verzwakte binnenlandse markt tot gevolg, zodat de Duitse industrie afhankelijker werd van export. Die export werd echter belemmerd doordat met uitzondering van het Verenigd Koninkrijk, Denemarken en Nederland alle andere Europese staten ook protectionistische maatregelen namen. Op de langere termijn profiteerde de Duitse economie echter.